# علي كوليبالي
علي كوليبالي (بالفرنسية: Aly Coulibaly) (8 أبريل 1996 بباريس في فرنسا - ) هو لاعب كرة قدم فرنسي في مركز الوسط. لعب مع نادي بورنموث.

## روابط خارجية
- علي كوليبالي على موقع قاعدة بيانات كرة القدم.إي يو (الإنجليزية)
- علي كوليبالي على موقع Soccerway.com (الإنجليزية)
- علي كوليبالي على موقع AS.com (الإسبانية)